# Hocmard
L'Hocmard est un ruisseau, puis une rivière de Loire-Atlantique, en région Pays de la Loire et un affluent droit de l'Erdre, donc un sous-affluent de la Loire.

## Géographie
L'Hocmard s'appelle ruisseau de Curette en partie haute pour le SANDRE et a sa source au sud-est du lieu-dit la Chézine, à 59 m d'altitude sur la commune de Grandchamp-des-Fontaines. Puis l'Hocmard nait de la combinaison du ruisseau de Curette et du ruisseau de la Planche - affluent gauche -, au lieu-dit la Favrière, sur la commune de Grandchamp-des-Fontaines, en Loire-Atlantique.
Il quitte sa commune de naissance rapidement pour servir de limite administrative entre les communes de Sucé-sur-Erdre et de La Chapelle-sur-Erdre, puis en s'appelant Boire de Nay, selon Géoportail, pour confluer 17 kilomètres plus loin en rive droite de l'Erdre, à 4 m d'altitude, juste en face de Carquefou.

## Communes et cantons traversés
Dans le seul département de Loire-Atlantique, l'Hocmard traverse trois communes et un canton :
- dans le sens amont vers aval : Grandchamp-des-Fontaines, La Chapelle-sur-Erdre, Sucé-sur-Erdre (confluence).

Soit en termes de cantons, l'Hocmard prend source et conflue dans le même canton de La Chapelle-sur-Erdre, dans le seul arrondissement de Nantes.

## Affluents
L'Hocmard a six affluents référencés :
- le ? (rg), 0,7 km sur la seule commune de Grandchamp-des-Fontaines.
- le ruisseau du Pont (rd), 4 km sur les deux communes de Treillières (source) et Grandchamp-des-Fontaines (confluence).
- le ruisseau de la Planche ou ruisseau de la Corde (en partie haute) (rd), 3,7 km sur la seule commune de Grandchamp-des-Fontaines avec un affluent :
  - le ruisseau des Bas Près (rd), 2,6 km sur la seule commune de Grandchamp-des-Fontaines.
- le ruisseau du Pas Denion ou ruisseau de l'Étang de l'Aune (en partie haute) (rg), 3,6 km sur la seule commune de Grandchamp-des-Fontaines avec un affluent :
  - le ruisseau de la Maillardière (rg), 2,3 km sur les trois communes de Sucé-sur-Erdre (confluence), Grandchamp-des-Fontaines et Casson (source).
- la Coulée de la Haie (rg), 1,6 km sur les deux communes de La Chapelle-sur-Erdre, et Sucé-sur-Erdre.
- le ruisseau du Rupt (rd), 4,5 km sur la seule commune de La Chapelle-sur-Erdre.

Le rang de Strahler est donc de trois.

## Viaduc de l'Hocmard
Un des principaux ponts de l'Hocmard, surnommé « Viaduc de l'Hocmard », est un pont-rail, dont la construction débute en 1875 et s'achève en 1877. Long de 30 mètres, il possède trois arches et est construit en pierre de taille. Le pont est bombardé le 24 juillet 1944 par les B-17 américains, afin de ralentir les renforts allemands en direction de la Normandie. Il sera reconstruit entre 1944 et 1946.
Dans le cadre de la remise en service de la ligne de Nantes à Châteaubriant sous la forme d'un tram-train piloté par la région Pays de la Loire, le viaduc de l'Hocmard est à nouveau réhabilité. 

## Écologie et ZNIEFF
L'Hocmard a fait l'objet d'un classement en ZNIEFF de type I - seconde génération - décrite depuis 1992 actualisée en 2010, pour 241 hectares de superficie et pour les deux communes de La Chapelle-sur-Erdre, et Sucé-sur-Erdre, sous le numéro 520015274 - Boire de Nay et vallon du Hocmard.
Site pittoresque formé d'un marécage peuplé de taillis et fourrés inondés alternant avec des roselières variées et des cariçaies, bordées de quelques prairies humides, s'étendant le long d'un des affluents de l'Erdre.
Ces marais abritent une flore intéressante comprenant plusieurs plantes plus ou moins rares dans notre région, dont certaines protégées.
On y note aussi la présence de divers oiseaux, reptiles, poissons et odonates intéressants plus ou moins rares aussi. (Libellules et Agrions en particulier).

### Flore
- Aulne, Touradons de laîches, Piment royal, Calamagrostis canescens, Osmonde royale[8]

### Faune

#### Oiseaux
- Poule d'eau, Canard colvert, Sarcelle d'hiver, Pigeon colombin, Grosbec, Crossope aquatique,

#### Mammifères
- Martre, Belette, Campagnol, Renard, Blaireau, Hérisson, Crossope aquatique, écureuil roux,

#### Poissons
- Brochet, Perche, Sandre[8].

## Organisme gestionnaire
L'organisme gestionnaire est le syndicat mixte EDENN - Entente pour le développement de l'Erre Navigable et Naturelle -.
Il y avait en particulier le chantier d'une nouvelle station d'épuration à Grandchamp-des-Fontaines.